# Zeberio
Zeberio (basc) o Ceberio (castellà) és un municipi de la província de Biscaia, País Basc, pertanyent a la comarca d'Arratia-Nerbion. Limita al nord amb Ugao, Arrigorriaga, Zaratamo, Galdakao, Bedia i Igorre; al sud amb Orozko; a l'est amb Arantzazu i Artea; i a l'oest amb Arrankudiaga.